# Northern black polished ware-cultuur
De northern black polished ware-cultuur (NBPW of NBP) was een archeologische cultuur onder meer langs de Ganges–Yamuna doab en in de Punjab. De naam is enigszins misleidend, aangezien het aardewerk niet alleen in het noorden van India voorkomt, niet altijd zwartbakkend is en ook niet altijd gepolijst is. De NBPW-fase ligt tussen de zevende en de tweede/eerste eeuw v.Chr. en wordt wel onderverdeeld in een vroege (zevende tot derde eeuw v.Chr.) en een later fase (derde tot eerste eeuw v.Chr.). Dit was de late Vedische tijd, de periode van de zestien grote staten, de mahajanapadas's, en de daaropvolgende Nandadynastie en Mauryadynastie. Uit deze periode zijn ook vondsten gedaan met het Brahmischrift, waarvan de oudst overgeleverde teksten uit de vierde eeuw v.Chr. afkomstig zijn, waarmee de vroege historische periode van India een aanvang nam. De late en post-NBPW-fase wordt ook wel aangeduid als Shunga-Kushana naar de Shungadynastie en het Kushanrijk.
In het westen werd NBPW met enige overlap voorafgegaan door de painted grey ware-cultuur (PGW), in het oosten door de zwart-en-rood aardewerk-fase (BRW). Het aantal en de grootte van de nederzettingen nam toe ten opzichte van de voorgaande periodes. In de zesde eeuw v.Chr. was de tweede verstedelijking – de eerste vond plaats tijdens de Indusbeschaving – al een goed eind onderweg. Mogelijk was deze al rond 800 v.Chr. begonnen.
Twee steden uit de Ramayana, Sringaverapura en Ayodhya, hebben een NBPW-fase, maar deze archeologische vondsten maken niet duidelijk of het epos werkelijk een historische basis heeft.
Het gebruik van ijzer nam tijdens deze periode geleidelijk toe. Vanaf de zesde eeuw v.Chr. zijn in deze fase de vroegste gestempelde munten teruggevonden.

## Aardewerk

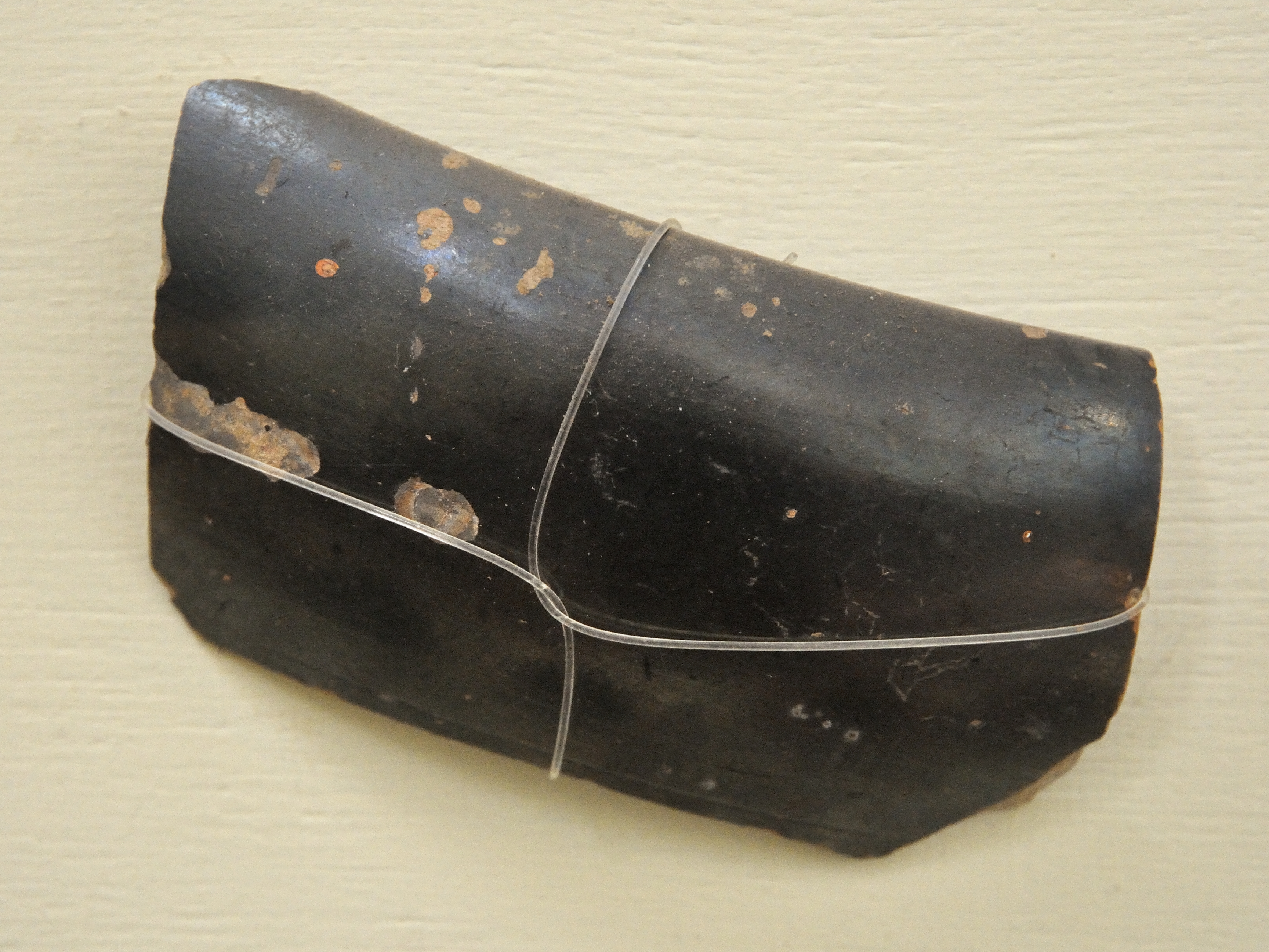
NBPW-scherf

Het aardewerk is van goede kwaliteit, gemaakt met een pottenbakkersschijf en soms tot anderhalve millimeter dun. Er zijn gele en vermiljoen beschilderingen, maar het meeste aardewerk is onbeschilderd. Het is niet zeker hoe het aardewerk gepolijst werd. Mogelijk werd gebruikgemaakt van een ijzerhoudend mengsel en werd het reducerend gebakken zodat het ijzer in de klei door het lage zuurstofgehalte een grijze of zwarte kleur kreeg. Een andere mogelijkheid is dat de nog hete klei net na het bakken werd ingesmeerd met een olie. Ook wordt geopperd dat het zwarte glasachtige uiterlijk met magnetisch ijzeroxide werd verkregen en dat dit met behulp van vloeibare klei glanzend werd gemaakt.

## Gebied
Sinds de eerste voorwerpen van dit aardewerk in de negentiende eeuw werd gevonden, is het bij zo'n 1500 plaatsen gelokaliseerd, van Charsadda en Taxila in het noordwesten tot Prabhas Patan in het zuidwesten, Amaravati in het zuidoosten en Tamluk in het oosten. Belangrijke vindplaatsen zijn Rupar III (Rupnagar), Raja Karna Ka Qila I, Daulatpur, Bairat, Noh, Jodhpura, Hastinapura III, Atranjikhera IV, Kaushambi III, Shravasti, Sringaverapura, Ayodhya, Piprahwa II, Tilaurakot I, Ganwaria II, Vaishali, Pataliputra, Senuar III, Sonepur en Tagara I.
Hastinapura wordt in de Mahabharata genoemd als de hoofdstad van Kuru-Panchala. Volgens de Matsya Purana en de Vayu Purana zou tijdens de regering van Nichakshu vanwege een grote overstroming de hoofdstad verplaatst zijn naar Kaushambi. Dit zou zich dan nog in de PGW-fase hebben afgespeeld. Deze hoofdstad van Vatsa kende dan ook indrukwekkende verdedigingswerken.
Gautama Boeddha, de stichter van het boeddhisme, en Mahavira, de grondlegger van het jaïnisme, leefden ten tijde van de NBPW-cultuur. Zowel boeddhistische als jaïnische geschriften verhalen dan ook over de nodige steden waar deze cultuur is gevonden. De mahajanapada's waren regelmatig met elkaar in conflict en hoewel daarbij afwisselende zeges werden behaald, werd Magadha uiteindelijk de machtigste staat, met aanvankelijk Girivraja (Rajagriha) als hoofdstad. Onder koning Bimbisara werd Anga met de hoofdstad Champa veroverd. Zijn zoon Ajatasattu kreeg na de nodige strijd Kashi met de hoofdstad Varanasi als bruidsschat en veroverde daarna Vajji met de hoofdstad Vaishali en Koshala met de hoofdstad Ayodhya. Tijdens de oorlog liet Ajatasattu het fort Pataligrama bouwen, wat onder zijn zoon Udayin de hoofdstad van Magadha werd. Al onder Ajatasattu werd ook tegen Avanti met de hoofdstad Ujjayini gestreden, maar het zou tot Shishunaga duren tot Magadha definitief de overwinning behaalde. Shishunaga maakte aanvankelijk Pataligrama weer de hoofdstad, maar dat werd later Vaishali. Onder zijn zoon Kalashoka werd Pataliputra (Pataligrama) weer de hoofdstad.

## Chronologie
Uit koolstofdatering blijkt dat de NBPW-fase in Ayodhya mogelijk begon rond 1000 v.Chr. en rond 1200 v.Chr. in Juafardih in Nalanda. Afgezien van deze locaties in de oostelijke Gangesvlakte lijkt 700 v.Chr. voor veel locaties het vroegste beginpunt te zijn geweest. Voor veel locaties lijkt 200 v.Chr. de uiterste einddatum te zijn geweest, al was dit voor Kumrahar in Patna mogelijk tot in de eerste eeuw v.Chr. en tot 50 v.Chr. voor Mathura. Daarop stelt Anand Shanker Singh de volgende fases voor:
- fase I rond 700 v.Chr. - 600 v.Chr.
- fase II rond 600 v.Chr. - 500 v.Chr.
- fase III rond 500 v.Chr. - 400 v.Chr.
- fase IV rond 400 v.Chr. - 200 v.Chr.
- fase V rond 200 v.Chr. - 50 v.Chr.

## Overeenkomsten en verschillen met de Indusbeschaving
De NBPW-cultuur heeft enkele overeenkomsten met de Indusbeschaving, zoals het gewichtenstelsel, dobbelstenen, bakstenen en stedenbouw. Dit heeft tot een debat geleid in hoeverre de NBPW-cultuur een nazaat is van de Indusbeschaving. De ondertussen grotendeels verlaten Indo-Arische invasie-theorie sloot dit uit, omdat het twee verschillende volkeren zou betreffen waarbij ariërs de Harappanen verslagen zouden hebben. Ondanks verschillen zoals de rijst, gierst en sorghum zag Jim G. Shaffer een continuïteit tussen de twee culturen.
Eerder had Amalananda Ghosh juist gesteld dat de spaarzame aanwijzingen van continuïteit geen reden waren om een verband tussen de twee culturen te zien.
Meer recent zijn onder meer Michel Danino en Robin Coningham aanhangers van het idee dat er weliswaar veranderingen waren, maar ook een grote mate van continuïteit.
Shereen Ratnagar was juist van mening dat het voortbestaan van enkele elementen uit de Harappaanse beschaving niet betekende dat deze beschaving voortleefde in latere culturen. Bepaalde Harappaanse technieken en gebruiken leefden wel voort in dorpen en konden zo deel uitmaken van latere samenlevingen. Mukhtar Ahmed vatte het debat samen en concludeerde dat de overlevering van elementen uit Harappaanse technieken, gewoontes en religie niet betekende dat de Indusbeschaving nooit ten einde was gekomen.
Problematisch bij dit alles is dat er ook een politiek element is, waarbij vanuit het hindoenationalisme het controversiële standpunt ingenomen wordt dat de Indische identiteit terug te voeren is tot de Indusbeschaving.